# Divadlo Radar
Divadlo Radar je amatérské divadlo v Praze zaměřené zejména na výchovu dětí.
Bylo založeno roku 1937, jakožto divadelní prostor pro reformovanou církev katolickou. Během jeho existence se zde vystřídalo mnoho souborů.
Divadlo spravuje Dům dětí a mládeže Prahy 7. Divadlo se specializuje hlavně na práci s dětskými a mladými soubory, předmětem činnosti je především dramatická výchova a v přímé návaznosti na ni dětské divadlo jako svébytný umělecký obor. Na vedení souboru spolupracují pedagogičtí a umělečtí pracovníci, většinou absolventi a studenti vysokých a uměleckých škol (Divadelní fakulta Akademie múzických umění v Praze, Pražská konzervatoř, Právnická fakulta Univerzity Karlovy, Filozofická fakulta Univerzity Karlovy).
Od roku 2019 došlo k rozdělení souboru, který zde působí. Část odešla se zakládajícím členem (Radkou Tesárkovou) do nového působiště. Většina však zůstala v Divadle Radar. Došlo také ke změně názvu souboru. Divadelní soubor Ty-já-tr převzal jméno své domovské scény Divadla Radar.
Původně malý dramatický kroužek se za tři desetiletí značně rozrostl, nyní má více než 270 členů ve věku od čtyř let až do dospělosti. Ty-já-tr se od začátku lišil od podobných souborů tím, že mu nešlo o to, aby z jeho členů vyrostly herecké hvězdy. „Chceme, aby divadlo napomáhalo optimálnímu rozvoji dětských osobností. Že se z některých našich členů známé tváře staly, to už přišlo tak nějak samo sebou,“ říká režisérka a lektorka Jana Kottasová.

## Historie

### Založení
Divadlo Radar se nachází v objektu, který roku 1935 nechala podle projektu architekta Františka Kubelky vystavět reformovaná církev katolická – Církev československá (dnes Církev československá husitská). Divadlo bylo v Praze Holešovicích otevřeno v roce 1937.

### 60. léta
Na začátku 60. let působil v Divadle Radar soubor Masakr. Ten zde uvedl v dubnu 1965 inscenaci Antiperly, autorský recitál písní Dušana Šebestíka a povídek Zbyňka Holinky a Jiřího Hladkého. Krom Masakru působil v Radaru i pantomimický útvar, který vedl Josef Laufer a divadelní studio vedené Vítem Olmerem.
V 1. polovině 60. let 20. století zde hrál spolek nazývající se Divadlo souvislostí, soubor studentů stavební fakulty ČVUT. Ti zde v roce 1963 udělali technickou úpravu.
Dne 19. 12. 1960 zde došlo k prvnímu poválečnému uvedení inscenace Alfreda Jarryho Král Ubu. Hru uvedl Prokop Voskovec ve spolupráci s Petrem Králem a Zdenou Tominovou. Inscenace byla po premiéře zakázaná. Nakonec se mohla hrát ještě jednou a tuto poslední reprízu viděl i Jan Werich. Ke Grossmanově inscenaci v Divadle Na zábradlí došlo o 4 roky později po doporučení Václava Havla, který se byl v Radaru na inscenaci podívat.
Sál byl pronajat Domu pionýrů a ten ho pak dále pronajal Parku kultury a oddechu Julia Fučíka (PKOJF). Ten osadil divadlo novými reflektory, provedlo se vymalování sálu a celkový úklid.
Soubor Masakr obdržel v roce 1967 nabídku od Závodního klubu Práce na Václavském náměstí, kam se posléze přestěhoval, již pod svým stávajícím jménem Excelsior.

### 80. léta
Roku 1981 se ke zdejšímu mládežnickému Divadelnímu souboru PKOJF krátce připojili členové ochotnického divadla Maryša, ale po necelém roce se soubor rozpadl a zbylí členové s režisérkou Marií Kubrovou splynuli s Divadlem Esence, které v té době působilo v závodním klubu Tesla Strašnice v Praze 3.
V roce 1986 zde působilo Klika-divadlo, loutkářský soubor PKOJF, založený a vedený Jiřím Morávkem.
Od sezony 1986/87 působilo v divadle Radar asi 5 let soubor Studio R (Radarda). Nazkoušeli zde celkem 5 inscenací. Vedoucí, autoři a režiséři byli Milan Kostínek a Zdeněk Šiller.

### Po roce 1989
Od sezóny 1988/1989 zde působí divadelní soubor Ty-já-tr. Název Ty-já-tr vymysleli před pětadvaceti lety sami dětští členové souboru za pomoci rodičů a Radky Tesárkové. Ta divadelní soubor na začátku školního roku 1988/89 založila jako dramatický kroužek Domu dětí a mládeže Praha 7.
V prostoru divadla se divadlo zkoušelo pouze ve středu a v ostatních dnech se zde promítalo, dělaly koncerty či jiné společenské akce. Zmínka o podobných akcích se objevuje v knize Oněgin byl Rusák.
Radka Tesárková se rozhodla spojit síly s Veronikou Valíkovou a spolu založily v roce 1991 Divadelní shluk Dovejvrtky. Ve školním roce 1993/94 došlo k velkému nárůstu dětí, co docházely do kroužků a tím pádem se rozrostlo vedení Ty-já-tru o dva členy a to Lucii Hejnovou a Luďka Horkého. Vznikl soubor Bez názvu, ve kterém vyrůstal mimo jiné i Martin Písařík. V roce 1998 vznikl soubor Hrobeso, který vedl Luděk Horký spolu s Janou Řehořkovou. Na pozici vedoucího souboru Hrobeso se postupem času vystřídalo mnoho lidí – Pavlína Schejbalová, Lucie Valenová, Jiří Panzner, Radek Šedivý a další. V roce 2002 vznikl další soubor a to soubor Načerno. Rok 2007 se pak nesl v duchu vzniku dvou souborů Šupitopresto a Za oponou.

### Po roce 2019
V roce 2019 odešla dlouhodobá šéfová Radka Tesárková do jiného působiště a vedení divadla převzala Jana Kottasová.
Soubor, který v roce 2019 oslavil 30 let fungování změnil název. Divadelní soubor Ty-já-tr převzal jméno své domovské scény Divadla Radar.
V roce 2022 dostal soubor Divadlo Radar / Hrobeso na festivalu Jiráskův Hronov cenu Pavla Dostála za přínos českému amatérskému divadlu.

## Soubory v Divadle
V Divadle Radar působí (či dříve působilo) několik souborů, rozdělených podle věku:
- Divadlo Radar / Hrobeso
- Divadlo Radar / Načerno
- Divadlo Radar / Šupitopresto
- Divadlo Radar / Za oponou
- Divadlo Radar / Před oponou
- Divadlo Radar / ČertTěVem
- Divadlo Radar / Na zkoušku
- Divadlo Radar / Bylo Nebylo

Dnes již neaktivní soubory:
- Dovejvrtky
- Bez názvu
- Co?!
- KO
- Divadlo Radar / Štronzo

## Ocenění
- 2006  Účast na 2nd International Festival of Amateur Theatres na Jadranu – soubor Hrobeso
- 2010  Cena Zlatý oříšek (ocenění za nadané a úspěšné děti České republiky) – soubor Za oponou
- 2017  Účast na Theatre Revolution 2017 v Ťumeni[5] – soubor Hrobeso
- 2018  Nominace na Cenu Marka Ravenhilla za inscenaci Zlatý drak – soubor Hrobeso[6]
- 2022  Cena Pavla Dostála[7] (za přínos českému amatérskému divadlu) – získal soubor Hrobeso

## Úspěch
| Rok  | Inscenace                    | Soubor                                 | Krajská přehlídka  | Postup     | Národní přehlídka                   | Postup                              | Režie                        |
| ---- | ---------------------------- | -------------------------------------- | ------------------ | ---------- | ----------------------------------- | ----------------------------------- | ---------------------------- |
| 2005 | Mnoho povyku pro nic         | Hrobeso                                | Divadelní tříska   | Nominace   | Divadelní Třebíč                    | Doporučení                          | Luděk Horký                  |
| 2006 | Pověsti pro štěstí           | Bylo, Nebylo                           | Divadelní tříska   | Doporučení | Popelka Rakovník                    | Doporučení                          | Luděk Horký                  |
| 2009 | Pohádky do kapsy             | Bylo, Nebylo                           | Divadelní tříska   | Doporučení | Popelka Rakovník                    | Nominace                            | Luděk Horký                  |
| 2010 | Frank V.                     | Hrobeso                                | Divadelní tříska   | Doporučení | Divadelní Děčín                     | Nominace                            | Luděk Horký                  |
| 2012 | Tři mušketýři                | Načerno                                | Valašské křoví     | Doporučení | Divadelní Piknik Volyně             | Nominace (programovým ředitelem)    | Luděk Horký                  |
| 2013 | Srnky                        | Hrobeso                                | Divadelní tříska   | Doporučení | Divadelní Piknik Volyně             | Nominace                            | Radek Šedivý                 |
| 2014 | Revizor                      | Hrobeso                                | Divadelní tříska   | Nominace   | Divadelní Piknik Volyně             | Nominace                            | Luděk Horký                  |
| 2016 | Poručík z Inishmoru          | Hrobeso                                | Přemostění         | Nominace   | Divadelní Piknik Volyně             | Nominace                            | Luděk Horký                  |
| 2016 | Dokonalá svatba              | Hrobeso                                | Divadelní tříska   | Nominace   | Divadelní Piknik Volyně             | Nominace                            | Milan Schejbal               |
| 2018 | Amazonie                     | Hrobeso                                | Divadelní tříska   | Nominace   | Divadelní Piknik Volyně             | Doporučení                          | Radek Šedivý                 |
| 2019 | Ostře sledované vlaky        | Hrobeso                                | Winterův Rakovník  | Nominace   | Divadelní Piknik Volyně             | Doporučení                          | Luděk Horký                  |
| 2019 | Divadlo bez zvířat           | Načerno                                | Přemostění         | Doporučení | Divadelní Piknik Volyně             | Doporučení                          | Lukáš Křížek                 |
| 2019 | Zlatý drak                   | Hrobeso                                | Divadelní tříska   | Nominace   | Divadelní Piknik Volyně             | Nominace                            | Štěpán Pácl                  |
| 2020 | Doručeno.Zobrazeno.Přečteno. | Šupitopresto                           | Divadelní tříska   | Doporučení | (národní přehlídka zrušena, postup) | (národní přehlídka zrušena, postup) | Jana Kottasová               |
| 2021 | Adéla ještě nevečeřela       | Hrobeso                                | Dačické kejklování | Nominace   | Divadelní Piknik Volyně             | Doporučení                          | Luděk Horký                  |
| 2022 | Racek                        | Hrobeso                                | Přemostění         | Nominace   | Divadelní Piknik Volyně             | Doporučení                          | Luděk Horký                  |
| 2023 | Pan Polštář                  | Načerno                                | Divadelní tříska   | Nominace   | Divadelní Piknik Volyně             | Doporučení                          | Lukáš Křížek                 |
| 2024 | Belgická Rybka               | koprodukce Hrobesa, Načerna a Za Opony | Divadelní tříska   | Doporučení | Divadelní Piknik Volyně             | Doporučení                          | Lukáš Křížek                 |
| 2025 | P O M O N A                  | Načerno                                | Divadelní tříska   | Doporučení | Divadelní Piknik v Mostě            | Doporučení                          | Jakub Heřmánek, Lukáš Křížek |
| 2025 | Encyklopedie akčního filmu   | Za oponou                              | Wintrův Rakovník   | Doporučení | Divadelní Piknik v Mostě            | Nominace                            | Luděk Horký                  |

## Inscenace
K významným inscenacím po derniéře patří:
- Erben, Suchý: Kytice (režie: Radka Tesárková)
- Erben, Suchý: Kytice II. (režie: Radka Tesárková)
- Morgenstern: Beránek měsíc (režie: Radka Tesárková)
- Shakespeare: Mnoho povyku pro nic (režie: Luděk Horký)
- McDonagh: Poručík z Inishmoru (režie: Luděk Horký)
- Svoboda: Srnky (režie: Radek Šedivý)
- Dumas, Hrbek, Janků, Kořének: Tři mušketýři (režie: Luděk Horký)
- Hawdon: Dokonalá svatba (režie: Milan Schejbal)
- Dostojevskij: Bratři Karamazovi (režie: Luděk Horký)
- Pratchett, Briggs: Stráže! Stráže! (režie: Jakub Baran)
- Schimmelpfennig: Zlatý drak (režie: Štěpán Pácl)
- Ribes: Divadlo bez zvířat (režie: Lukáš Křížek)
- McDonagh: Pan Polštář (režie: Lukáš Křížek)
- Jarkovský, Vašíček, Hrabal: Ostře sledované vlaky (režie: Luděk Horký)
- Confino: Belgická rybka (režie: Lukáš Křížek)

## Významní bývalí členové
Časově významnější období s dětským a studentským divadlem v Radaru prožili třeba Martin Písařík, Vojtěch Dyk, Jirka Kohout, Anička Duchaňová, Lenka Zahradnická, Jiří Panzner, Petr Vančura, Markéta Děrgelová, Lucie Valenová, Bára Mišíková, Adam Mišík, Jakub Štáfek, Vojtěch Vondráček, Milana Gorská a mnozí další, kteří se dnes věnují herectví profesionálně. Mezi odchovanci jsou také etablovaní divadelní režiséři Štěpán Pácl a Mikoláš Tyc, scénografka Lucie Wildtová nebo teatroložka Jitka Goriaux Pelechová. Řada z nich se do Radaru stále vrací.